# Дългоклюна бъбрица
Дългоклюна бъбрица (Anthus similis) е вид птица от семейство Стърчиопашкови (Motacillidae).

## Разпространение и местообитание
Разпространен е в Ангола, Афганистан, Бангладеш, Ботсвана, Бурунди, Габон, Гана, Гвинея, Джибути, Египет, Еритрея, Етиопия, Замбия, Зимбабве, Йемен, Израел, Индия, Йордания, Ирак, Иран, Камерун, Кения, Демократична република Конго, Кот д'Ивоар, Лесото, Либерия, Ливан, Малави, Мали, Мианмар, Мозамбик, Намибия, Непал, Нигер, Нигерия, Обединените арабски емирства, Оман, Пакистан, Палестина, Руанда, Саудитска Арабия, Свазиленд, Сиера Леоне, Сирия, Сомалия, Судан, Танзания, Того, Уганда, Чад, Южен Судан и Южна Африка.